# Депортіво Унідад
Клуб Унідад Депортіво де Малабо або просто Депортіво (ісп. Club Deportivo Unidad de Malabo) — професіональний екваторіальногвінейський футбольний клуб з міста Малабо.

## Історія
Він був заснований в столиці країни місті Малабо і фактично перебував в тіні Атлетіко (Малабо), а також  однієї з найтитулованіших команд Екваторіальної Гвінеї Ренасіменто. Клую ніколи не вигравав чемпіонат першого дивізіону Екваторіальної Гвінеї, але його найбільшим досягненням є дві поспіль перемоги в Кубку Екваторіальної Гвінеї.
На міжнародному рівні Депортіво (Унідад) взяв участь  в попередньому раунді Кубку володарів кубків КАФ 2001 року, де команда зазнала поразки від АО Евізо з Габону.

## Досягнення
- Кубок Екваторіальної Гвінеї: 2 перемоги

1999, 2000

## Виступи в континентальних турнірах КАФ
| Сезон | Турнір                     | Раунд      | Клуб           | Вдома | На виїзді | Загальний |
| ----- | -------------------------- | ---------- | -------------- | ----- | --------- | --------- |
| 1998  | Ліга чемпіонів КАФ         | Попередній | Петру Атлетіку | 2-9   | 1-4       | 3-13      |
| 2001  | Кубок володарів кубків КАФ | Попередній | АО Евізо       | 1-5   | 0-1       | 1-6       |

## Відомі гравці
- Хав'єр Обьянг Нтутуму